# São Tomás de Aquino (Minas Gerais)
São Tomás de Aquino é um município brasileiro do estado de Minas Gerais, na microrregião de São Sebastião do Paraíso.

## História
O garimpeiro Francisco José Herégio foi o primeiro homem branco a chegar à região em que hoje se localiza o município, em 1815 em busca de pedras preciosas e lá construiu sua casa. Mais tarde ele vendeu seu latifúndio para o casal José Alves de Figueiredo. Quando em 1884 o cônego Tomás d'Afonseca e Silva foi transferido para a paróquia de São Sebastião do Paraíso, solicitou ao bispo dom Lino Deodato Rodrigues de Carvalho permissão para erguer uma capela em honra do filósofo e teólogo católico Santo Tomás de Aquino. O cônego Tomás encontrou pessoas dispostas a concretizar seu ideal na antiga fazenda de Francisco José: João Tomás de Santana e sua esposa, José Clemente Santana, José Ferreira Martins Lopes, José Franklim da Silva e Libério Ferreira Martins. Em 8 de junho de 1885 esses fiéis católicos lograram levantar um fundo de um conto de réis que permitiu ao cônego Tomás adquirir dez alqueires de terra de Jerônimo Alves da Silva e sua esposa, Messias Claudina de Jesus, levando ainda mais dois alqueires, perfazendo, então, o patrimônio da futura capela doze alqueires. Em 20 de junho de 1885 o cônego fez doação deste patrimônio, por escritura pública, a São Tomás de Aquino, lançando no dia 8 de julho do mesmo ano a pedra fundamental da capela de São Tomás de Aquino, filiada à igreja matriz de São Sebastião do Paraíso. No dia 20 de julho ele celebrou a primeira missa no local onde se iniciou a formação do arraial. Em torno da capela as primeiras casas de taipa dos primitivos moradores foram surgindo. São Tomás de Aquino, antigo distrito subordinado ao município de São Sebastião do Paraíso, foi elevada à categoria de município pela Lei Estadual n.º 843, de 7 de setembro de 1923. 

## Geografia
Localiza-se a uma latitude 20º47'04" sul e a uma longitude 47º05'53" oeste, a altitude máxima é de 1210 metros no Morro do Selado, a mínima de 768 metros junto ao Ribeirão Fortaleza. A altitude do ponto central da cidade é de 979 metros.
Possui uma área de 278,34 km². A densidade demográfica é de 26,89 hab/km².
A topografia do município se divide em áreas montanhosas: 20%, onduladas: 65% e planas: 15%.

### Temperatura
Dados da temperatura incidente no município: média anual de 20,6°C, média máxima anual de 27,5°C e média mínima anual de 15,5°C.

### Hidrografia
Os principais recursos hídricos do município é o Rio Santa Bárbara e o Ribeirão da Fortaleza, ambos compõe a Bacia do Rio Grande.

## Economia
O PIB de São Tomás de Aquino é de R$ 104.492,26, desse boa parte baseia-se na agropecuária, principalmente produção de café e milho, na pecuária, destaque para à criação de gado de corte e leiteiro, além da suinocultura e avicultura.[carece de fontes?]
A industrialização no município ainda está em estagio de desenvolvimento, mas nos últimos anos vem obtendo destaque as indústrias alimentícias, e pequenas fábricas de calçados que migraram do município de Franca.

## Religião
Embora concebida e criada por um padre católico com mais seis piedosos fiéis, a cidade tem alguns habitantes de outras religiões. Em 2010 o Censo do IBGE mostrava a seguinte composição religiosa do Município: Dos 7 mil habitantes recenseados, 6.160 (88%) são Católicos Apostólicos Romanos. Os restantes 12% da população dividem-se do seguinte modo: 570 pessoas (8,1%) são protestantes sob o nome genérico de Evangélicos. Há ainda 189 cidadãos sem religião (2,7%), seis budistas (0,09%), 61 espíritas (0,9%) e 49 testemunhas de jeová (0,7%).

### Igreja católica
O município pertence à Diocese de Guaxupé.